# Verona Rupes
La Verona Rupes è una scarpata di Miranda, una luna di Urano. L'altezza della parete rocciosa è stimata in 20 km, il che la rende la scarpata più alta del sistema solare.
Potrebbe essere stata creata da un forte impatto, che avrebbe causato la frammentazione e il successivo ricompattarsi del satellite,oppure dalla spaccatura della crosta.
Secondo le convenzioni dell'Unione Astronomica Internazionale porta il nome di un luogo delle opere di William Shakespeare.